# Uruguaiana
Uruguaiana is een stad en gemeente in de Braziliaanse staat Rio Grande do Sul. De stad ligt aan de rivier de Uruguay, die de grens vormt met Argentinië.
Uruguaiana heeft ongeveer 125.000 inwoners.
De brug over de Uruguay, die Uruguaiana met de Argentijnse stad Paso de los Libres verbindt, werd op 21 mei 1947 geopend door de Braziliaanse president Eurico Gaspar Dutra en de Argentijnse president Juan Domingo Perón. Het is een van de belangrijkste grensovergangen tussen beide landen.
In de jaren dertig van de twintigste eeuw was Uruguaiana een economisch belangrijke stad door de aanwezigheid van olieraffinaderijen.

## Aangrenzende gemeenten
De gemeente grenst aan Alegrete, Barra do Quaraí, Itaqui en Quaraí. 

### Landsgrens
En met als landsgrens aan de gemeente Bonpland, Paso de los Libres en Tapebicuá in het departement Paso de los Libres en aan de gemeente Yapeyú in het departement San Martín in de provincie Corrientes met het buurland Argentinië
En de gemeente grenst aan het departement Artigas met het buurland Uruguay.

## Verkeer en vervoer
De plaats ligt aan de wegen BR-290 en BR-472.

## Voetbal
De stad heeft meerdere voetbalclubs, meer geen enkele grote. Sinds de invoering van de eenvormige staatscompetitie in 1961 slaagden enkel Sá Viana (twee seizoenen) en Ferro Carril (één seizoen) erin om in de hoogste klasse te spelen, beiden in de jaren zeventig. Ook in de tweede klasse zijn de clubs niet echt vertegenwoordigd met slechts een handvol seizoenen. EC Uruguaiana speelde acht seizoenen in de tweede klasse, de laatste keer in 2005.

## Geboren in Uruguaiana
- Eurico Lara (1897-1935), voetballer
- Francisco Aramburu, "Chico" (1922-1997), voetballer

## Indruk van Uruguaiana

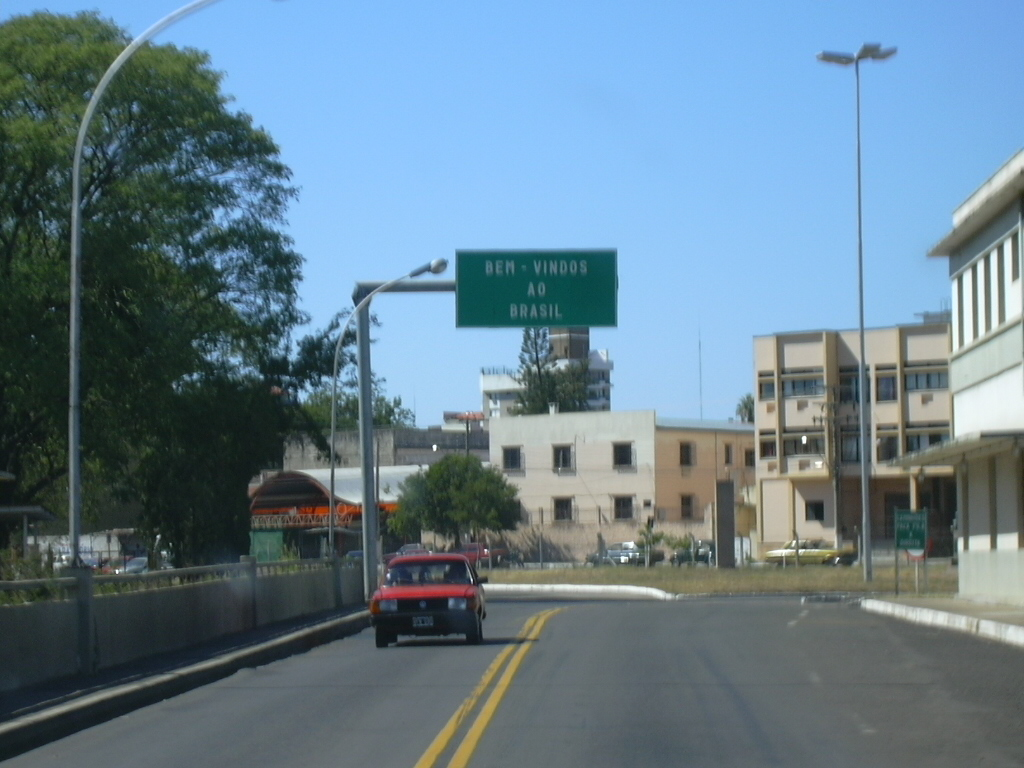
Grens tussen Brazilië en Argentinië in Uruguaiana
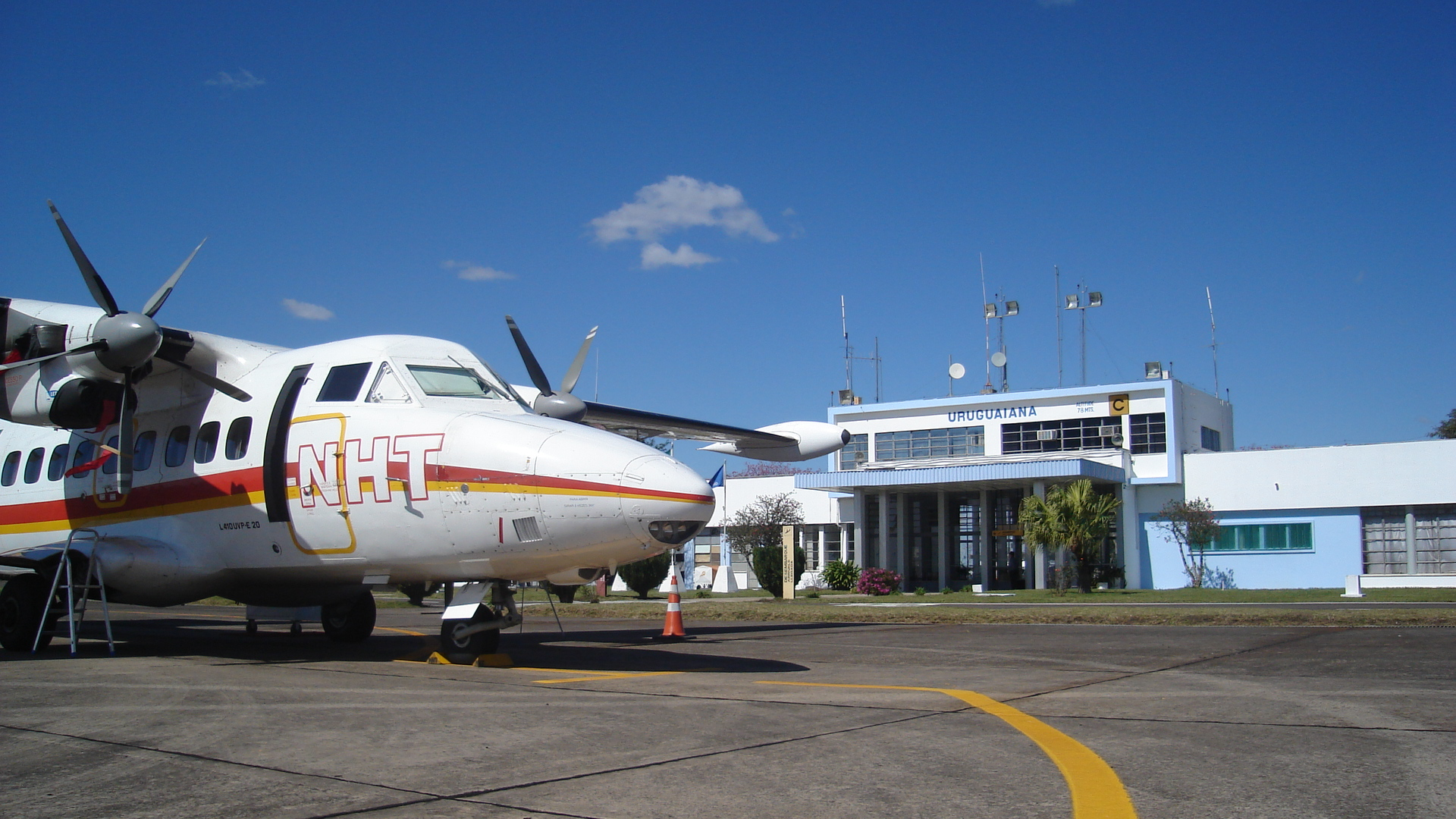
Vliegveld van Uruguaiana
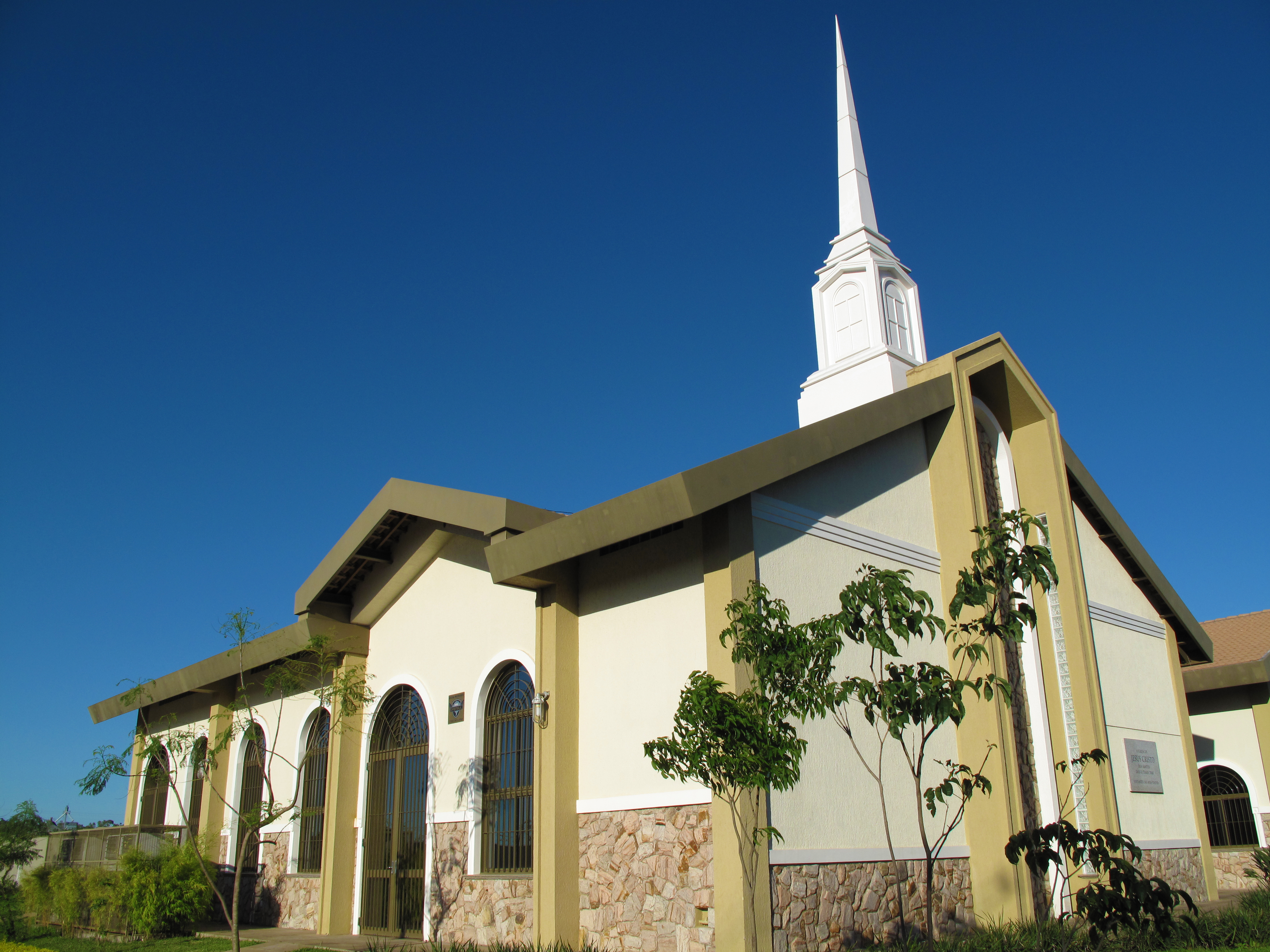
Kerk in Uruguaiana